# Agomelatyna
Agomelatyna (łac. agomelatinum) – organiczny związek chemiczny, dysinhibitor noradrenaliny i dopaminy (NDDI), opracowana w 2005 roku syntetyczna pochodna melatoniny, stosowana jako lek przeciwdepresyjny.

## Mechanizm działania
Agomelatyna to agonista receptorów melatoninowych MT1 i MT2 i antagonista receptorów serotoninowych 5-HT2C. Lek przywraca rytm dobowy, przyspiesza wystąpienie fazy snu, powoduje spadek temperatury ciała
Poprzez antagonizm wobec receptorów 5-HT2C agomelatyna odhamowuje uwalnianie noradrenaliny i dopaminy, głównie w korze przedczołowej, stąd określana jest jako dysinhibitor noradrenaliny i dopaminy. Lek nie wpływa również na pamięć oraz fazę czuwania w ciągu dnia. U pacjentów cierpiących na depresję agomelatyna skraca czas zasypiania, wydłuża sen wolnofalowy, nie oddziałuje jednak na fazę REM. Agomelatyna nie wpływa na wychwyt zwrotny neuroprzekaźników, nie jest inhibitorem MAO, nie wykazuje powinowactwa do receptorów α-adrenergicznych, β-adrenergicznych, histaminowych, cholinergicznych, dopaminergicznych i benzodiazepinowych.
W przeciwieństwie do wielu innych leków przeciwdepresyjnych, agomelatyna nie powoduje zaburzeń funkcji seksualnych oraz nie powoduje objawów odstawiennych po nagłym zaprzestaniu leczenia. Nie działa również uzależniająco.

## Farmakokinetyka
Agomelatyna wchłania się z przewodu pokarmowego szybko, osiągając po około 1–2 godzinach maksymalne stężenie w osoczu. Jej dostępność biologiczna jest jednak mała (poniżej 5%) i jest ona silnie uzależniona od czynników osobniczych. Wpływ na nią ma również płeć (biodostępność jest większa w przypadku kobiet). Pokarm nie wpływa na farmakokinetykę agomelatyny. Lek wiąże się z białkami osocza w 95%.
Agomelatyna jest dość szybko metabolizowana w wątrobie, przede wszystkim przy udziale CYP1A2. Powstałe metabolity, głównie pochodne hydroksylowe i demetylowe, są nieaktywne farmakologicznie. Okres półtrwania leku wynosi 1–2 godziny. Sprzężone metabolity wydalane są w 80% z moczem.

## Wskazania
Leczenie dużych epizodów depresyjnych u osób dorosłych.

## Przeciwwskazania
- nadwrażliwość na agomelatynę lub jakikolwiek inny składnik preparatu
- marskość wątroby lub inne czynne schorzenie tego narządu
- jednoczesne podawanie silnych inhibitorów izoenzymu CYP1A2 (np. fluwoksaminy, cyprofloksacyny)
- podeszły wiek i zaburzenia otępienne

## Ostrzeżenia specjalne
1. Po wprowadzeniu agomelatyny do obrotu zgłaszano u leczonych nią pacjentów przypadki uszkodzenia wątroby, w tym niewydolność wątroby (kilka przypadków zakończonych zgonem lub wymagających przeszczepienia wątroby u pacjentów z czynnikami ryzyka uszkodzenia wątroby), zwiększenie aktywności enzymów wątrobowych ponad 10 razy przekraczające górną granicę normy (GGN),zapalenie wątroby i żółtaczkę[11]. W przypadku, gdy ich wartość trzykrotnie przekracza normę, leczenie agomelatyną należy przerwać.
2. Agomelatyna nie powinna być stosowana w leczeniu depresji u pacjentów poniżej 18. roku życia. Badania kliniczne wskazują, że stosowanie leków przeciwdepresyjnych w tej grupie wiekowej zwiększa częstość występowania myśli i prób samobójczych oraz napadów agresji.
3. Należy zachować szczególną ostrożność podczas leczenia agomelatyną chorych ze stwierdzoną w wywiadzie manią lub hipomanią.
4. Agomelatyna, podobnie jak inne leki przeciwdepresyjne, powodować może, w początkowej fazie leczenia, nasilenie myśli samobójczych, a także występowanie prób samobójczych i samookaleczeń. Należy poinformować bliskich chorego o konieczności bacznego obserwowania stanu pacjenta i zgłaszania lekarzowi prowadzącemu leczenie każdego symptomu, który świadczyć może o pogorszeniu stanu psychicznego.

## Interakcje
Fluwoksamina, podobnie jak inne silne inhibitory CYP1A2, hamuje metabolizm agomelatyny, powodując znacznie zwiększenie ekspozycji na lek. Dlatego też nie jest wskazane jednoczesne podawanie agomelatyny i leków blokujących CYP1A2. Estrogeny kilkakrotnie zwiększają biodostępność agomelatyny, podobnie jak inne leki będące umiarkowanymi inhibitorami CYP1A2 (np. propranolol, grepafloksacyna, enoksacyna). Należy zachować ostrożność przepisując agomelatynę i wymienione preparaty. W trakcie leczenia agomelatyną nie należy spożywać alkoholu, a palenie tytoniu zmniejsza biodostępność leku.

## Działania niepożądane
Najczęściej notuje się zawroty głowy, senność lub bezsenność, migrenę, objawy ze strony przewodu pokarmowego (nudności, biegunkę, zaparcia, bóle brzucha), nadmierną potliwość, bóle pleców, zmęczenie, zwiększenie aktywności aminotransferaz, niepokój i lęk. Rzadziej dochodzi do pobudzenia, drażliwości i agresji oraz dziwnych snów i koszmarów sennych, a także objawy fizyczne, takie jak różne reakcje skórne i zaburzenia widzenia. Rzadko dochodzi do wystąpienia manii lub hipomanii, omamów, wysypki, obrzęków, zapalenie wątroby i innych zaburzeń funkcjonowania tego organu.

## Preparaty
Dopuszczone do obrotu w Polsce preparaty zawierające agomelatynę (stan na listopad 2024): Agolek, Agomelatine Adamed, Agomelatine G.L. Pharma, Agomelatine NeuroPharma, Agomelatine +pharma, Agomelatyna Egis, Lamegom, Sedival, Thymanax, Valdoxan.